# Syd Bishop
Syd Bishop (Londra, 10 febbraio 1900 – Londra, 4 maggio 1949) è stato un calciatore inglese, di ruolo centrocampista.

## Carriera

### Nazionale
Ha collezionato 4 presenze con la maglia della nazionale inglese, nelle quali ha anche segnato un gol.

## Palmarès

### Club

#### Competizioni nazionali
- Community Shield: 1

Professionisti: 1923